# Dominique Guigbile
Dominique Banlène Guigbile (ur. 30 grudnia 1962 w Kpandéntangue-B) – togijski duchowny katolicki, biskup Dapaong od 2017.

## Życiorys
30 grudnia 1992 otrzymał święcenia kapłańskie i został inkardynowany do diecezji Dapaong. Pracował głównie jako duszpasterz parafialny, był też m.in. rektorem diecezjalnego seminarium (1993–1996) oraz wikariuszem biskupim ds. koordynacji duszpasterstwa diecezjalnego (2003–2016).
15 listopada 2016 papież Franciszek mianował go biskupem diecezji Dapaong. 4 lutego 2017 przyjął sakrę biskupią z rąk kard. Philippe Ouédraogo, zaś następnego dnia uroczyście objął urząd ordynariusza.